# José Joaquín Romero y Fernández de Landa
José Joaquín Romero y Fernández de Landa (Galaroza, 27 maggio 1735 – Madrid, 5 agosto 1807) è stato un ammiraglio e ingegnere spagnolo, che ricoprì l'incarico di Ingegnere generale della Real Armada Española tra il 5 marzo 1782 e il 22 marzo 1807. Fu progettista dei 9 vascelli a tre ponti della classe Meregildos o Santa Ana, dal nome della prima unità, armate con 112 cannoni . Esse erano Santa Ana, Mejicano, Conde de Regla, Salvador del Mundo, Real Carlos, San Hermenegildo, Reina María Luisa, e Príncipe de Asturias e costituirono il nerbo della flotta spagnola durante le guerre napoleoniche.

## Biografia

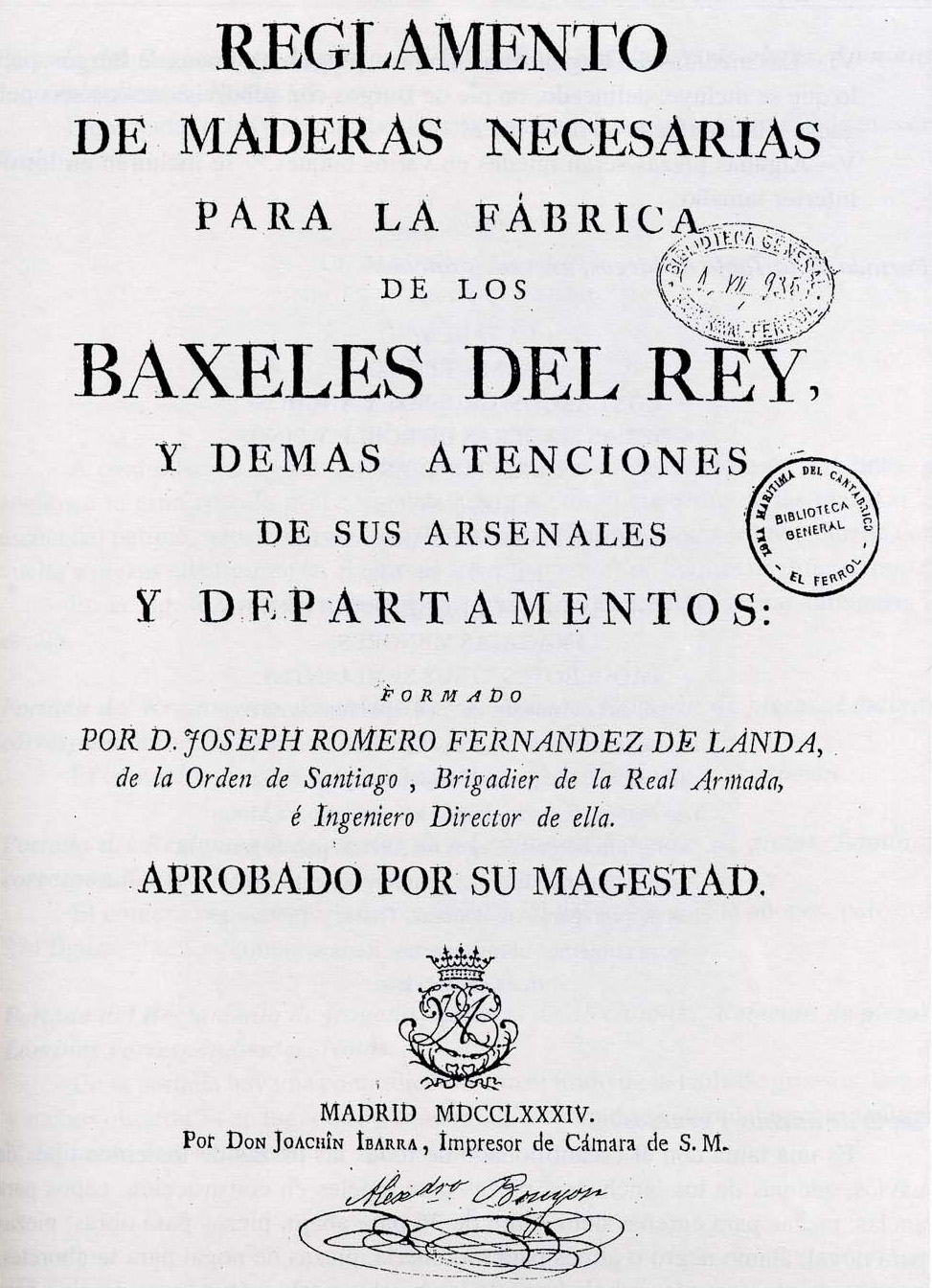
Copertina del Reglamento de maderas necesarias para la fábrica de los baxeles del Rey di Romero y Fernández de Landa.

Nacque a Galaroza (Huelva) il 27 maggio 1735, figlio di Gaspar Romero, capitano di cavalleria, commissario di guerra, e Mayor de Landa y Muñóz. Fu battezzato presso la parrocchia Nuestra Señora de la Concepción di detta città, con i nomi di José Joaquín Juan Fernando Tesifón Félix e Ramón. Il 27 maggio 1752 entrò a far parte del Reggimento dragoni di "Edimburgo" a Villa de Arcos, dove era di stanza la sua compagnia. Tuttavia, nel 1754, si trasferì nell'Accademia dei guardiamarina di Cadice.
Il 19 novembre 1756 si imbarcò sul vascello da 64 cannoni San Fernando, appartenente alla squadra d'istruzione agli ordini di don Joaquín Manuel de Villena y Guadalfajara, venendo promosso alférez de fragata il 4 dicembre 1757. Il 14 febbraio 1759 si imbarcò a Ferrol sul vascello Conquistador,  e poi fu trasferito sul vascello da 68 cannoni Glorioso, appartenente alla squadra del tenente generale Andrés Reggio, con cui nel mese di maggio navigò nelle acque di Capo San Vincenzo. 
In quello stesso anno partecipò al trasferimento del Re di Napoli e di Sicilia Carlo III da Napoli a Barcellona, che si recava in Spagna per assumerne la Corona,  sotto il comando del Juan José Navarro Marchese di Victoria. Si imbarcò poi sul vascello Asia, quindi sulla fregata Vengeanza, ritornando quindi sull'Asia. 
Il 13 luglio 1760, in occasione dell'entrata di Carlo III a Madrid, fu promosso alférez de navío, venendo trasferito sul vascello África il 1 maggio 1761. Passò sul vascello Real Fénix il 27 agosto, e quindi sulla fregata Venus (28 novembre), sulla fregata Septentrión (16 gennaio-2 febbraio 1762), sulla fregata Soledad e infine sul vascello da 74 cannoni Diligente, con cui effettuò una crociera operativa nel canale della Manica. 
Nel 1762 sbarcò a Ferrol per essere nominato Aiutante maggiore interinale delle Brigate di artiglieria della Real Armada, incarico che svolse tra Ferrol e Cartagena. L'8 febbraio 1765 si imbarcò sullo sciabecco Aventurero, passando quindi sul vascello Poderoso.
Il 1 novembre 1765 entrò a far parte del personale del cantiere navale di Guarnizo, a Santander, agli ordini dell'ingegnere Francisco Gautier.  Rimase in servizio a Guarnizo per tre anni lavorando con Gautier, e imparando i segreti della costruzioni navali francesi ed i legni utilizzati. Ottenne la fiducia di Gautier, e dell'intendente al cantiere Pedro González de Castejón, venendo promosso teniente de fragata il 17 settembre 1767. In quegli anni si distinse anche come militare, nel 1766 affrontò al comando di soldati imbarcati una rivolta della manovalanza del cantiere; e poi quando de Castejón lo nominò responsabile dell'armamento della fregata da venti cannoni Santa Teresa.  Elaborò anche i piani costruttivi per un tipo di vascello da ottanta cannoni e una fregata da venti, che furono riferiti a Corte, con la sua approvazione, da Gautier in una lettera al Segretario di Stato alla Marina, Julián de Arriaga y Ribera. Nel 1768 fu trasferito a Ferrol per completare la sua formazione con lo studio del metodo di costruzione navale inglese, che Jorge Juan y Santacilia aveva implementato negli anni cinquanta negli arsenali della Marina spagnola.
Nel 1769 de Castejón, promosso a jefe de escuadra e ispettore generale degli arsenali, lo nominò suo assistente, incarico che ricoprì per i successivi cinque anni.  Nell'ottobre del 1770 fu creato il Cuerpo de Ingenieros de la Armada, ed egli ne entrò a far parte, su consiglio di Gautier, dal 17 gennaio 1771, come Ingegnere in seconda.  Si trattava di una posizione di grande rilievo, seconda solo a quella di Ingegnere generale ricoperta da Francisco Gautier, il creatore del corpo, e fu uno dei pochi militari di carriera ammessi a farne parte. In quello stesso anno fu promosso capitano di fregata. 
Nel 1772 iniziò a collaborare con de Castejón, cosa che fu considerata un affronto da Gautier. Dal luglio 1772 al maggio 1774, dopo la formazione di nuovi ingegneri navali e intendenti agli arsenali a Ferrol, accompagnò de Castejón quando essi vennero introdotti nei dipartimenti di Cadice e Cartagena.  
Nel maggio 1774, al termine di questo incarico, fu nominato comandante ad interim degli ingegneri dell'arsenale di Cartagena, lavorando alla preparazione dei bilanci che furono presentati al suo sostituto il 27 luglio.  Subito dopo chiese, ed ottenne, che gli fosse concessa una licenza da trascorrere presso la sua casa a Villalba de Alcor.  
Rientrò in servizio il 1 gennaio 1775, nominato capo degli ingegneri di Cartagena, e in quello stesso anno sposò sua cugina, Ana Fernández de Landa y Pérez Rañón.
Il 17 febbraio 1776 fu promosso capitano di vascello,  ma nel mese di maggio si ammalò gravemente, tanto che gli fu data l'estrema unzione. Tuttavia si riprese rapidamente, e continuò a lavorare a Cartagena fino al 1777, quando fu nominato comandante degli ingegneri di Ferrol.  
Nel 1781 fu promosso brigadiere della Armada.  Il 2 marzo 1782 fu messo in licenza straordinaria e il 5 dello stesso mese, quando Gautier si dimise dalla posizione di Ingegnere generale della marina e ritornò in Francia, egli fu chiamato a sostituirlo interinalmente nell'incarico. Il 15 ottobre 1783, mentre si trovava di passaggio a Corte per raggiungere la sua destinazione a Ferrol, diresse una petizione al Segretario di Stato della Marina, Antonio Valdés y Fernández Bazán, vertente sui vari problemi rilevati nel Corpo degli Ingegneri Marini e sulle riforme che dovevano essere fatte.  Introdusse tutta una serie di riforme riguardanti la vita degli operai che lavoravano nei cantieri, i capitolati che i costruttori degli edifici erano tenuti a rispettare, la razionalizzazione dei sistemi di produzione, la creazione di una apposita Accademia degli ingegneri navali a Ferrol, con un aumento del numero degli stessi, e il diritto penale a cui erano assoggettati sia gli ingegneri che le maestranze.  Nel corso di quell'anno elaborò i progetti di una nuova classe di vascelli da 74 cannoni, il cui primo esemplare fu il San Idelfonso,  e  nel 1784 redasse il  Reglamento de maderas necesarias para la fábrica de los baxeles del Rey.   Dopo il varo del San Ildefonso, essendo molto malato e privo di forze, chiese di essere sostituito nell'incarico, ma ciò non fu accettato in quanto i suoi servigi erano ancora necessari, tuttavia venne messo in licenza illimitata per andare a casa sua, a Villalba de Alcor, dove rimase in convalescenza per trentaquattro mesi, anche se continuò a svolgere il suo lavoro, risolvendo i problemi che gli venivano sottoposti tramite corrispondenza.  Durante una ispezione al Corpo degli Ingegneri, che eseguì nel 1785, presso l'arsenale de La Carraca, a Cadice, cadde preda di febbri terziarie che gli causarono una grande debolezza, costringendolo a ritornare presso la sua casa a Villalba de Alcor il 13 dicembre 1785.  
Il 28 gennaio 1786 fu nominato Ingegnere generale della marina effettivo, ritornando in servizio attivo nel 1787 fissando la sua residenza a Corte. 
Nel 1789 fu promosso jefe de escuadra, e nel 1793, con l'approssimarsi di una guerra con la Francia, redasse i piani per l'armamento di 20 vascelli e 20 fregate.  Nel 1795 fu elevato al rango di tenente generale, e tra il 1801 e il 1802 collaborò con il Primo Ministro Manuel Godoy.  Lasciò definitivamente il suo incarico il 22 marzo 1807, sostituito da Julián Martín de Retamosa, e si spense a Madrid il 5 agosto di quell'anno.

## Pubblicazioni
- Reglamento de maderas necesarias para la fábrica de los baxeles del Rey,  don Joachín Ibarra Impresor de Camára de S.M., Madrid, 1804.

### Annotazioni
1. ↑  Nel corso del 1765 Gautier era arrivato in Spagna, inviato dal Ministro degli Esteri francese François Choiseul per impiantare le tecniche di costruzione francesi nei cantieri navali spagnoli.
2. ↑  Essi testimoniarono la sua grande applicazione nello studio della costruzione navale.
3. ↑  Due dei suoi quattro figli erano morti, e rischiava seriamente di perdere anche gli altri due, così come la loro madre.
4. ↑  In quell'anno vi fu scarsità di legname nazionale da destinare alla costruzione della navi, ed egli ricordò al re, per lettera, che nella parte orientale dell'isola di Cuba esistevano boschi adatti allo scopo.

### Fonti
1. 1 2 3 4 5  Martín-Cancela 2018, p. 145.
2. 1 2 3 4 5 6 7 8 9 10 11 12 13 14 15 16 17 18  Real Academia de la Historia.
3. 1 2  de Membiela 2019, p. 158.
4. 1 2 3 4 5 6 7 8 9 10 11  Todoavante.
5. 1 2 3 4 5  Martín-Cancela 2018, p. 146.
6. 1 2  Martín-Cancela 2018, p. 147.
7. ↑  Caballeros de la Orden de Santiago, siglo XVIII, Volume 5, 1980, p. 3.